# Clemente Mejía Ávila
Clemente Mejía Ávila (Acapulco, Guerrero, 1926 – ídem, 28 de marzo de 1978), fue un deportista mexicano que compitió con el equipo de natación en los Juegos Olímpicos de Londres en 1948, obteniendo un destacado cuarto lugar en cien metros estilo espalda o dorso.
Participó en Juegos Centroamericanos y del Caribe y en los Juegos Panamericanos. Fue fundador del club de natación Tigres Marinos y Director del Deporte de Acapulco y entrenador.
Murió de un infarto al corazón en la alberca olímpica del Instituto Mexicano del Seguro Social en Acapulco, Guerrero.